# Tašmajdana-Trophäe der Männer 1960
Die Ⅰ Tašmajdana-Trophäe (kroatisch Trofej Tašmajdana) war ein internationales Kleinfeldhandballturnier das 1960 in Belgrad stattfand.

## Tabelle
| Pl.                 | Land        | Sp. | S | U | N | Tore    | Diff. | Punkte |
| ------------------- | ----------- | --- | - | - | - | ------- | ----- | ------ |
| 1.                  | Jugoslawien | 2   | 1 | 0 | 1 | 041:320 | +9    | 2      |
| 2.                  | Ungarn      | 2   | 1 | 0 | 1 | 034:350 | −1    | 2      |
| 3.                  | Polen       | 2   | 1 | 0 | 1 | 022:300 | −8    | 2      |
| Stand: 2. Juli 1960 |             |     |   |   |   |         |       |        |

## Spiele
| Jugoslawien                                                       | Jugoslawien | Ungarn | Ungarn |
| ----------------------------------------------------------------- | --- | --- | ------ |
| Jugoslawien                                                       | \| 1. Tag[2][3] \| \| Donnerstag, 30. Juni 1960 um 20:30[4] in Belgrad (Stadion Tašmajdan) \| \| Ergebnis: 22:23 (12:14) \| \| Zuschauer: 4 000 \| \| Schiedsrichter: Paillout ( Frankreich) \|                                        | \| 1. Tag[2][3] \| \| Donnerstag, 30. Juni 1960 um 20:30[4] in Belgrad (Stadion Tašmajdan) \| \| Ergebnis: 22:23 (12:14) \| \| Zuschauer: 4 000 \| \| Schiedsrichter: Paillout ( Frankreich) \|     | Ungarn |
| Jugoslawien                                                       | Zvonko Jandroković, Vladimir Jović, Jerolim Karadža (5), Tomislav Raguš (5), Bartol Rodin (4), Ivan Đuranec (3), Borislav Stanković (4), Rešad Šarenkapa (1), Božidar Stanivuković, Petar Perović, Dušan Patić. Cheftrainer: Ivan Snoj | Miklós Kele, Kovács, János Pfeiffer (6), Jenő Vad, István Vajna (3), Jenő Balázs, István Bányai, Ferenc Som (1), Gábor Lengyel (5), János Adorján (5), Balázs Iglódi (3). Cheftrainer: István Hetey | Ungarn |
| 1. Tag                                                            | | |        |
| Donnerstag, 30. Juni 1960 um 20:30 in Belgrad (Stadion Tašmajdan) | | |        |
| Ergebnis: 22:23 (12:14)                                           | | |        |
| Zuschauer: 4 000                                                  | | |        |
| Schiedsrichter: Paillout ( Frankreich)                            | | |        |

| Polen                                                         | Polen | Ungarn | Ungarn |
| ------------------------------------------------------------- | --- | --- | ------ |
| Polen                                                         | \| 2. Tag[3][5] \| \| Freitag, 1. Juni 1960 um 20:30[4] in Belgrad (Stadion Tašmajdan) \| \| Ergebnis: 13:11 (6:5) \| \| Schiedsrichter: Juhant ( Jugoslawien) \| | \| 2. Tag[3][5] \| \| Freitag, 1. Juni 1960 um 20:30[4] in Belgrad (Stadion Tašmajdan) \| \| Ergebnis: 13:11 (6:5) \| \| Schiedsrichter: Juhant ( Jugoslawien) \| | Ungarn |
| Polen                                                         | Henryk Gąsior, Edward Wiechuła – Franciszek Cholewa (2), Paweł Dąbrowski, Kazimierz Mieleszczuk (1), Stanisław Piszczek (1), Roman Pyjos, Marian Rozwadowski (4), Henryk Solik (2), Tadeusz Zacharuk, Ryszard Zawadziński (3) Cheftrainer: Tadeusz Breguła und Jerzy Til | Cheftrainer: István Hetey | Ungarn |
| 2. Tag                                                        | | |        |
| Freitag, 1. Juni 1960 um 20:30 in Belgrad (Stadion Tašmajdan) | | |        |
| Ergebnis: 13:11 (6:5)                                         | | |        |
| Schiedsrichter: Juhant ( Jugoslawien)                         | | |        |

| Jugoslawien                                                   | Jugoslawien | Polen | Polen |
| ------------------------------------------------------------- | --- | --- | ----- |
| Jugoslawien                                                   | \| 3. Tag[2][5] \| \| Samstag, 2. Juni 1960 um 20:30[4] in Belgrad (Stadion Tašmajdan) \| \| Ergebnis: 19:9 (10:6) \| \| Zuschauer: 6 000 \| \| Schiedsrichter: Alfred Schwab ( Österreich) \|                                              | \| 3. Tag[2][5] \| \| Samstag, 2. Juni 1960 um 20:30[4] in Belgrad (Stadion Tašmajdan) \| \| Ergebnis: 19:9 (10:6) \| \| Zuschauer: 6 000 \| \| Schiedsrichter: Alfred Schwab ( Österreich) \|                                                                           | Polen |
| Jugoslawien                                                   | Zvonko Jandroković, Vladimir Jović, Jerolim Karadža (6), Tomislav Raguš (4), Borislav Stanković (3), Ivan Đuranec (2), Bartol Rodin (2), Petar Perović (1), Krunoslav Dogan (1), Božidar Stanivuković, Božidar Peter Cheftrainer: Ivan Snoj | Henryk Gąsior, Edward Wiechuła – Franciszek Cholewa (3), Paweł Dąbrowski, Kazimierz Mieleszczuk, Stanisław Piszczek (1), Roman Pyjos (1), Marian Rozwadowski (1), Henryk Solik, Tadeusz Zacharuk (2), Ryszard Zawadziński (1) Cheftrainer: Tadeusz Breguła und Jerzy Til | Polen |
| 3. Tag                                                        | | |       |
| Samstag, 2. Juni 1960 um 20:30 in Belgrad (Stadion Tašmajdan) | | |       |
| Ergebnis: 19:9 (10:6)                                         | | |       |
| Zuschauer: 6 000                                              | | |       |
| Schiedsrichter: Alfred Schwab ( Österreich)                   | | |       |